# エケルト図法
エケルト図法（エケルトずほう）またはエッケルト図法（エッケルトずほう）とは、ドイツの地理学者マックス・エケルトによって1906年に考案された6つの地図投影法の総称である。主に世界地図を描くために使用される。平極擬円筒図法に分類され、第1、第3、第5図法は正距図法、第2、第4、第6図法は正積図法である。

## 共通性質
6つの図法に共通する性質としては
- 中央子午線の長さは赤道の長さの半分である。
- 極を表す上辺と下辺もそれぞれ赤道の長さの半分である。
- 経線は左右の形に合わせた等間隔曲線である。
- 緯線は平行直線であり、第1、第3、第5の緯線は等間隔である。第2、第4、第6の緯線は正積図法となる間隔である。

などが挙げられる。

## エケルト第1図法

エケルト第1図法

正方形の左右に三角形を付け加えた外形であり、形状から台形図法に分類される。

## エケルト第2図法

エケルト第2図法

外形は第1図法と同じであるが、緯線の間隔を調節して正積になるようにしたものである。

## エケルト第3図法

エケルト第3図法

正方形の左右に半円を付け加えた外形である。したがって経線は楕円線である。

## エケルト第4図法

エケルト第4図法

外形は第3図法と同じであるが、緯線の間隔を調節して正積になるようにしたものである。

## エケルト第5図法

エケルト第5図法

正方形の左右に正弦曲線を付け加えた外形である。赤道を標準緯線とする正距円筒図法とサンソン図法を合成したヴィンケル図法第1式と同じである。

## エケルト第6図法

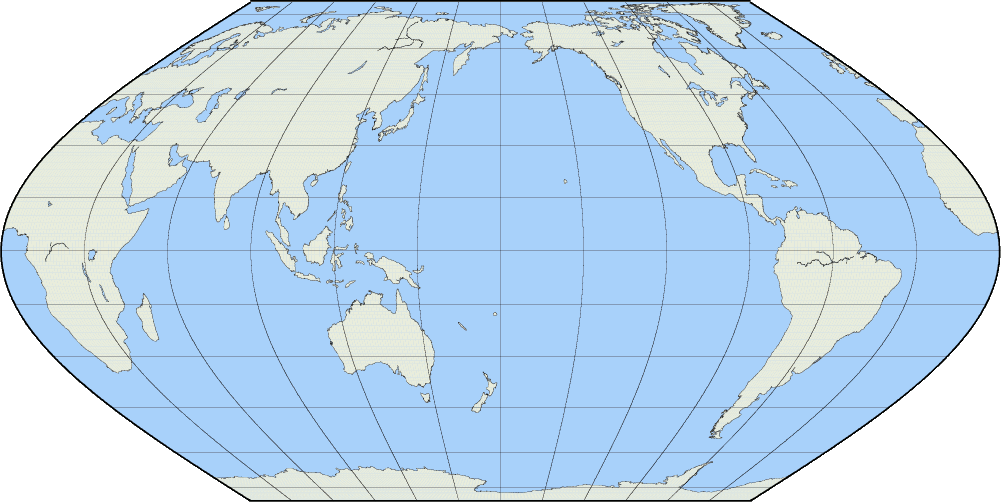
エケルト第6図法

外形は第5図法と同じであるが、緯線の間隔を調節して正積となるようにしたものである。